# Uli Brömme
Uli Brömme (* 25. März 1981 in Halle (Saale), DDR) ist eine ehemalige deutsche Duathletin und Triathletin, die für die USA startete.

## Werdegang
1991 verließen Brömmes Eltern Deutschland und die Familie übersiedelte von Halle nach Montreal.

### Triathlon-Profi seit 2009
Uli Brömme begann 2006 als 24-Jährige mit dem Triathlon-Sport und sie startete seit 2009 als Profi-Athletin.
Im August 2013 gewann sie den Ironman Canada  (3,86 km Schwimmen, 180,2 km Radfahren, 42,195 km Laufen). Seit 2019 tritt Brömme nicht mehr international in Erscheinung.
Brömme lebt mit ihrem Partner  in Boulder (Colorado).

## Sportliche Erfolge
| Datum/Jahr    | Rang | Wettbewerb                      | Austragungsort  | Zeit     | Bemerkung                                                                                 |
| ------------- | ---- | ------------------------------- | --------------- | -------- | ----------------------------------------------------------------------------------------- |
| 3. Aug. 2019  | 7    | Ironman 70.3 Boulder            | Boulder         | 04:33:48 | hinter Skye Moench                                                                        |
| 23. Juni 2018 | 1    | Lake to Lake Triathlon          | North Lake Park | 02:26:09 | [ 2 ]                                                                                     |
| 11. Juni 2016 | 7    | Ironman 70.3 Boulder            | Boulder         | 04:29:57 |                                                                                           |
| 2016          | 2    | Lake to Lake Triathlon          | North Lake Park |          |                                                                                           |
| 30. Juni 2015 | 7    | Ironman 70.3 Boulder            | Boulder         | 04:36:11 |                                                                                           |
| 8. Sep. 2013  | 20   | Ironman 70.3 World Championship | Las Vegas       | 04:47:42 |                                                                                           |
| 4. Aug. 2013  | 4    | Ironman 70.3 Boulder            | Boulder         | 04:19:53 |                                                                                           |
| 8. Juni 2013  | 3    | Ironman 70.3 Boise              | Boise           | 04:42:07 |                                                                                           |
| 2012          | 1    | Lake to Lake Triathlon          | North Lake Park |          |                                                                                           |
| 8. Aug. 2010  | 1    | Ironman 70.3 Boulder            | Boulder         | 04:26:58 |                                                                                           |
| 6. Juni 2010  | 4    | Ironman 70.3 Kansas             | Lawrence        | 04:38:10 |                                                                                           |
| 2008          | 16   | Ironman 70.3 Buffalo Springs    | Lubbock         | 04:56    | Siegerin in der Altersklasse 25–29 und damit qualifiziert für einen Startplatz auf Hawaii |

| Datum/Jahr    | Rang | Wettbewerb             | Austragungsort | Zeit     | Bemerkung |
| ------------- | ---- | ---------------------- | -------------- | -------- | --- |
| 9. Juni 2019  | 4    | Ironman Boulder        | Boulder        | 09:43:17 | hinter Lauren Brandon |
| 11. Juni 2017 | 5    | Ironman Boulder        | Boulder        | 09:52:32 | |
| 16. Nov. 2014 | 7    | Ironman Arizona        | Tempe          | 09:23:37 | |
| 3. Aug. 2014  | 6    | Ironman Boulder        | Boulder        | 10:12:53 | |
| 17. Nov. 2013 | 8    | Ironman Arizona        | Tempe          | 09:15:00 | |
| 25. Aug. 2013 | 1    | Ironman Canada         | Whistler       | 09:28:13 | erster Ironman-Sieg bei der Erstaustragung der Veranstaltung (zuvor fand zwar bereits eine Veranstaltung gleichen Namens, aber unter anderem Veranstalter an anderem Ort statt); mit neuer persönlicher Bestzeit auf der Langdistanz |
| 23. Juni 2013 | 3    | Ironman Coeur d’Alene  | Idaho          | 09:33:02 | |
| 18. Nov. 2012 | 22   | Ironman Arizona        | Tempe          | 10:28:42 | |
| 19. Aug. 2012 | 2    | Ironman Mont-Tremblant | Québec         |          | |
| 8. Okt. 2011  | 21   | Ironman Hawaii         | Hawaii         | 10:19:09 | |
| 24. Juli 2011 | 11   | Ironman Germany        | Frankfurt      | 09:44:10 | |
| 7. Mai 2011   | 3    | Ironman St. George     | St. George     |          | |
| 21. Nov. 2010 | 9    | Ironman Arizona        | Tempe          | 09:31:22 | |
| 29. Aug. 2010 | 7    | Ironman Canada         | Penticton      | 09:46:19 | |
| 22. Nov. 2009 | 10   | Ironman Arizona        | Tempe          | 09:47:44 | |
| 11. Okt. 2008 |      | Ironman Hawaii         | Hawaii         | 11:25    | erster Ironman-Start |

| Datum/Jahr    | Rang | Wettbewerb                       | Austragungsort | Zeit     | Bemerkung                                                         |
| ------------- | ---- | -------------------------------- | -------------- | -------- | ----------------------------------------------------------------- |
| 26. Sep. 2009 | 16   | ITU Duathlon World Championships | Concord        | 02:12:33 | Duathlon-Weltmeisterschaft; hinter der Tschechin Vendula Frintová |

| Datum/Jahr   | Rang | Wettbewerb             | Austragungsort | Zeit     | Bemerkung |
| ------------ | ---- | ---------------------- | -------------- | -------- | --------- |
| 3. Nov. 2002 | 34   | New-York-City-Marathon | New York City  | 02:56:21 |           |

(DNF – Did Not Finish)